# 森永牛奶砷中毒事件
森永牛奶砷中毒事件（日语：森永ヒ素ミルク中毒事件）是1955年（昭和30年）六月時以西日本為主的食物中毒事件。受害的嬰幼兒在喝了森永乳業的奶粉後產生死亡以及其他食物中毒的現象。
本次食品添加剂產生的安全問題，在日本經常被食品安全相關議題引用。

## 事件的概要

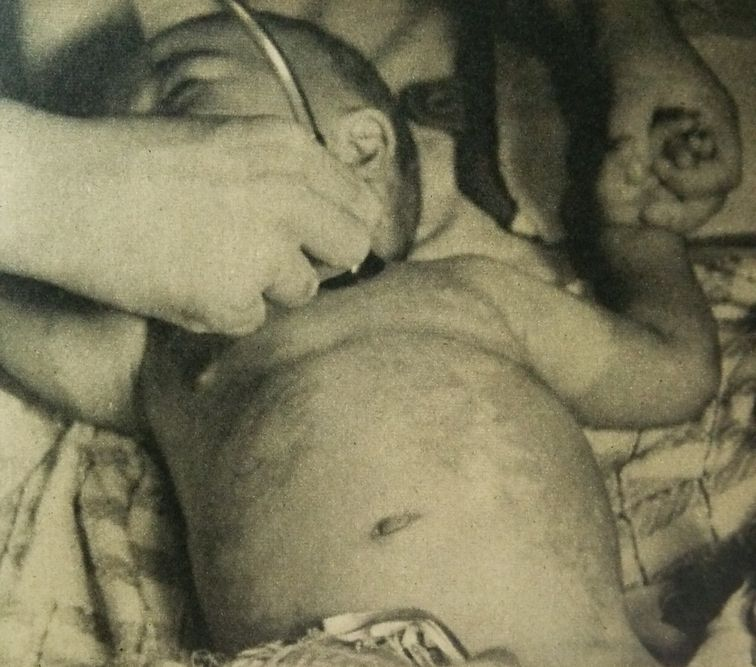
受害嬰兒

森永乳業在1953年（昭和28年）開始在全國的工廠引進磷酸一氢钠（Na2HPO4）做為防止乳製品凝固的食品添加劑。在試驗階段時使用高純度的添加劑進行實驗，但實際引進工廠時則是用純度比較低，因此比較便宜的工業用添加劑。
1955年（昭和30年）時，森永位於德島的工廠（德島縣名西郡石井町）所製造的罐裝奶粉於製造過程所使用的磷酸一氢钠包含了大量的砷，導致約1萬3千名的嬰幼兒食物中毒，並且造成130名嬰幼兒死亡。
當時所使用的磷酸一氢钠是來自日本輕金屬從铝土矿提煉氧化铝的過程中，運輸管線附著的產出物包含了低純度的磷酸一氢钠以及大量的砷。這個產出物經由松野製藥的脫色精製後販賣，並且由森永乳業所購買。

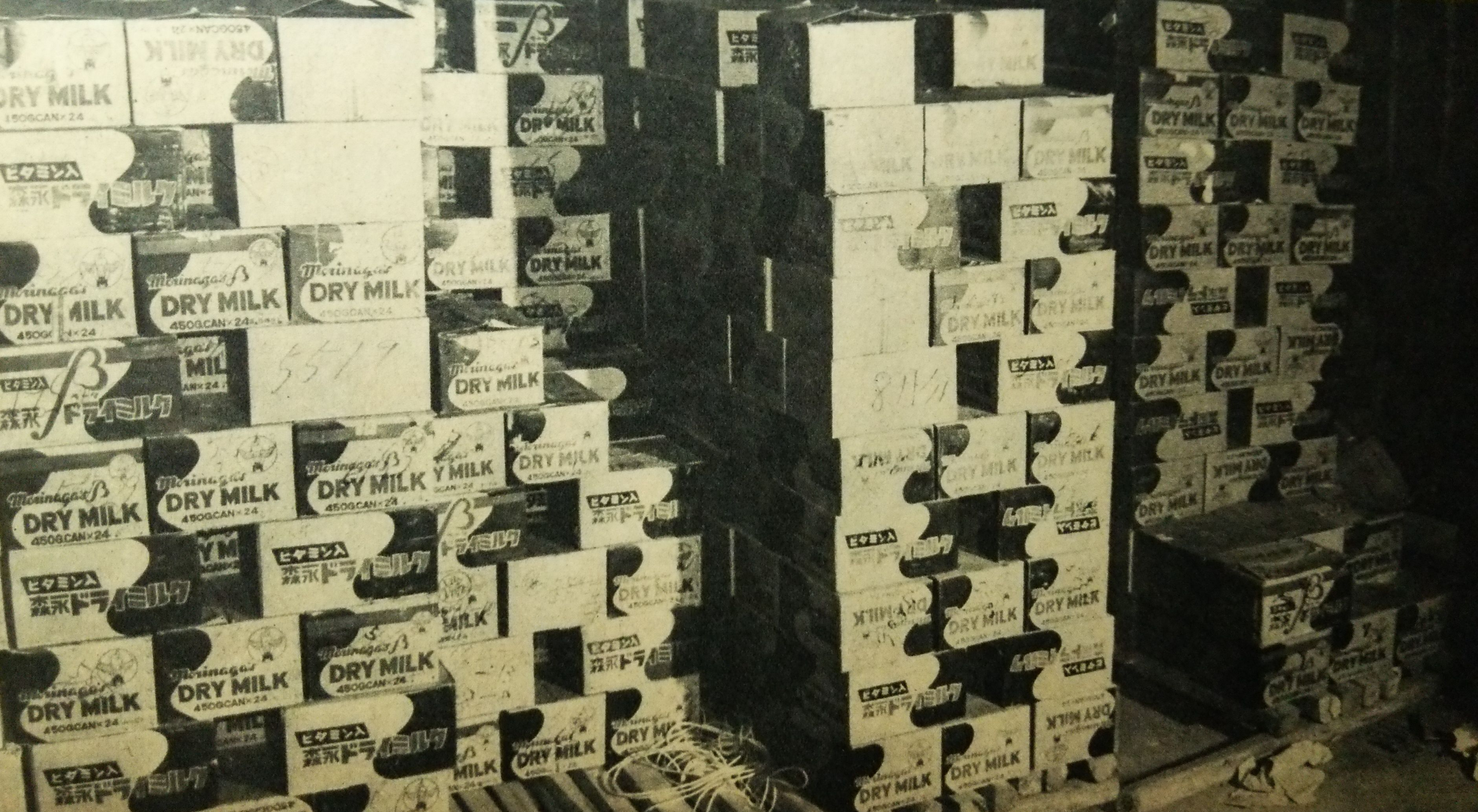
回收的商品

## 關聯條目
- 食物中毒、砷中毒
- 米糠油中毒事件（1968年日本、1979年台灣）
- 水俁病（1956年日本）、第二水俁病（1965年日本）
- 食品安全
- 雪印集體食物中毒事件（2000年日本）

## 外部連結
- （日語） 森永ひ素ミルク中毒の被害者を守る会 （公式ホームページ） （页面存档备份，存于），受害者成立的官方網站。
- （日語） 森永ヒ素ミルク中毒事件の資料館 （页面存档备份，存于）。
- （日語） 公益財団法人　ひかり協会（公式ホームページ） （页面存档备份，存于）。
- （日語） 森永砒素ミルク中毒事件 資料館　公益財団法人ひかり協会の実態レポート （页面存档备份，存于），五十週年時的剪報資料。
- （日語） 森永ヒ素ミルク中毒事件 | NHK名作選（動画他） （页面存档备份，存于），NHK的專題報導。
- （繁體中文） BBC 中文网 - 分析評論 - 回顧日本解決森永毒奶粉案 （页面存档备份，存于）。